# Геркан, Майнхард фон
Ма́йнхард фон Ге́ркан (нем. Meinhard von Gerkan; 3 января 1935, Рига — 30 ноября 2022[…], Гамбург) — немецкий архитектор.

## Биография
Майнхард фон Геркан родом из семьи балтийских немцев. Его отец погиб на Восточном фронте в 1942 году, мать умерла вскоре после их отъезда из Познани. Геркан вырос в детском доме в Гамбурге. Был дважды женат, у него шестеро детей. Состоит в родственных связях с археологом Армином фон Герканом.
В 1964 году Геркан завершил архитектурное образование в Высшей технической школе Брауншвейга. В 1965 году вместе с Фольквином Маргом учредил в Гамбурге архитектурное бюро gmp. За первые два года партнёрам удалось выиграть восемь архитектурных конкурсов, в том числе, с проектом аэропорта Берлин-Тегель, который стал их первым проектом такого масштаба.
В 1974 году Геркан принял приглашение на работу в Брауншвейгский технический университет, где до 2002 года возглавлял институт архитектурного дизайна. Архитектурное бюро gmp выполнило также проекты по расширению аэропортов Гамбурга и Штутгарта, нового столичного Центрального вокзала и реконструкции Олимпийского стадиона в Берлине. В настоящее время архитектурное бюро активно работает над проектами в Китае.

## Проекты
- Спортивный центр Дикирх в Люксембурге
- Международный конференц-центр в Наньнине, Китай
- Темподром в Берлине
- Городской концертный зал в Билефельде
- Аэропорт Штутгарта, терминалы 1 и 3
- Отель Plaza на Хильмансплац в Бремене
- Музыкальный и конгресс-центр в Любеке
- Офисное здание MAK в Киле
- Здание Germanischer Lloyd в Гамбурге
- Германо-японский центр в Гамбурге
- Дом Ойгена Гутмана на Парижской площади в Берлине
- Торговый центр Nordseepassage в Вильгельмсхафене
- Офисное здание Aral AG в Бохуме
- Здание банка Citadele в Риге
- Swissotel в Берлине
- Терминал Jumbohalle в аэропорту Гамбурга
- Центральный вокзал Берлина
- Аэропорт Гамбурга
- Аэропорт Берлин-Тегель
- Аэропорт Шереметьево-2
- Стадион Коммерцбанк-Арена во Франкфурте-на-Майне
- Стадион Рейн Энерги в Кёльне
- Павильон Христа в Фолькенроде
- Казино в Бад-Штебене
- Lingang New City в Шанхае, Китай
- Морской музей в Шанхае, Китай
- Туристический центр в Ханчжоу, Китай
- Здания театра и культурного центра в Вормсе

## Сочинения
- Meinhard von Gerkan: Black Box BER. Wie Deutschland seine Zukunft verbaut. 1. Auflage. Bastei Lübbe, Köln 2013, ISBN 978-3-869950600.